# Germán Pino
Germán David Pino Fuentes (* 20. September 1960 in Arica) ist ein ehemaliger chilenischer Fußballspieler. Der Mittelfeldspieler gewann mit der B-Nationalmannschaft die Silbermedaille bei den Panamerikanischen Spielen 1987.

## Karriere

### Verein
Germán Pino begann seine Profikarriere 1981 bei Unión La Calera in der Segunda División, für das er bis zur Polla Gol der Segunda División 1983 spielte. Anschließend zog er sich bis zur Copa Polla Gol das Trikot der Santiago Wanderers in der Primera División über. 1985 stand der defensive Mittelfeldspieler bei Everton unter Vertrag. 1987 bei den Rangers de Talca stieg Pino zwar ab, schaffte mit dem Team aber den direkten Wiederaufstieg als Meister der Segunda División. 1990 spielte Pino für den CD Huachipato, wo er sein letztes Karrierejahr verbrachte.

### Nationalmannschaft
Im August 1987 war Pino im Kader der chilenischen B-Nationalmannschaft, die bei den Panamerikanischen Spielen in Indianapolis antrat. Dort gewann La Roja die Silbermedaille, nachdem sie im Halbfinale Argentinien mit 3:2 besiegt und im Finale gegen Brasilien mit 0:2 verloren hatte, und wurde somit Vizemeister des Turniers. Beim Sieg gegen Argentinien erzielte Pino den 1:0-Führungstreffer. Der Sieg gegen Argentinien der war erste Sieg einer chilenischen Männernationalmannschaft gegen den Nachbarstaat.

## Erfolge
Rangers
- Meister der Segunda División: 1988

Chile B
- Silbermedaille bei den Panamerikanischen Spielen: 1987